# Bror Olsson (bibliotekarie)
Bror Hjalmar Olsson, född 6 augusti 1894 i Ålem i Småland, död 11 juli 1973 i Lund, var en svensk språkvetare och biblioteksman.
Han blev filosofie doktor i grekiska i Uppsala 1916 och var därefter 1927–1933 bibliotekarie vid Kungliga Biblioteket. Därefter tjänstgjorde han vid Lunds universitetsbibliotek fram till sin pensionering 1959, från 1939 som förste bibliotekarie.
Han är främst känd för att ha utgivit Kalmar stifts herdaminne i fyra band 1947–1951, där han skrev biografier över stiftets alla präster från medeltiden till nutiden. Böckerna innehåller omkring 90 000 persondata. Ett register utkom 1980. Forskningen ledde till att han utsågs till teologie hedersdoktor vid Lunds universitet 1950. Han räknas som den kanske främste kännaren av Kalmar stifts historia och utgav också en bok om väckelseprästen Anders Elfving 1944.
Han var knuten till Allhems förlag och tillhörde också redaktionen för det av dem utgivna Svenskt konstnärslexikon som utkom i fem band 1952–1967 och där han skrev omkring 1500 av de 12 500 biografierna. På detta förlag medverkade han också i deras stora och påkostade så kallade landskapsböcker och tillhörde redaktionen för bokverket Svenska folket genom tiderna, som utkom i tretton band 1938–1940.
Han tillhörde Vetenskapssocieteten i Lund, Kungliga Humanistiska Vetenskapssamfundet i Lund och Kungliga Samfundet för utgivande av handskrifter rörande Skandinaviens historia. Bror Olsson är begravd på Norra kyrkogården i Lund tillsammans med frun skolkökslärarinnan Anna Olsson, född Nilsson (1900–1950) och sonen Sten Envik (1927–1971)